# 瓦尔特·豪默
瓦尔特·豪默（德語：Walter Haummer，1928年11月22日—2008年10月5日），奥地利男子足球运动员，场上位置是前锋。他曾代表奥地利国家队参加1954年国际足联世界杯，结果队伍获得第三名。